# Balionycteris maculata
Balionycteris maculata е вид бозайник от семейство Плодоядни прилепи (Pteropodidae), единствен представител на род Balionycteris.

## Разпространение
Видът е разпространен в Бруней, Индонезия, Малайзия и Тайланд.